# أماكن مظلمة (فلم)
أماكن مظلمة (بالإنجليزية: Dark Places) هو فيلم ألغاز أمريكي فرنسي، من تأليف وإخراج جيل باكيه برينر. مستندًا إلى رواية "أماكن مظلمة" التي ألفتها جيليان فلين، من بطولة تشارلز ثيرون، كرستينا هندريكس، نيكولاس هولت، وكلوي غرايس موريتز. تم عرض الفيلم لأول مرة في 8 أبريل 2015 في فرنسا، بينما أُطلق في الولايات المتحدة في 7 أغسطس 2015.

## قصة فيلم
تدور أحداث الفيلم في مزرعة بولاية كنساس، الولايات المتحدة. البطلة، ليبي داي (تؤدي دورها تشارلز ثيرون)، هي الشاهدة الوحيدة على مجزرة مروعة شهدتها عائلتها، حيث تعرضت والدتها وشقيقاتها للذبح على يد طائفة شيطانية تمارس طقوسها. بينما تشك ليبي في براءة شقيقها، تشهد ضده في المحكمة.
تظل ليبي مطاردةً بالعنف المرعب من ماضيها، حيث تتعرض لتهديدات من مجموعة من المحققين الهواة الذين يطلقون على أنفسهم "نادي القتل." بسبب فضولهم الشديد، تبدأ هذه المجموعة في التحقيق في الحادثة، مؤمنين بأن شقيق ليبي بريء. لمساعدته، تدرك ليبي أنها يجب أن تكشف عن ماضيها المؤلم، وأن الحقيقة قد لا تكون كما رآتها في البداية.

## البطولة
- تشارلز ثيرون بدور ليبي داي
- ستيرلنغ جيرينز بدور ليبي داي الصغيرة
- كرستينا هندريكس بدور باتي داي[3]
- نيكولاس هولت بدور ليل ويرث
- أندريا روث بدور ديوندرا ويرتزنر
- كلوي غرايس موريتز بدور ديوندرا ويرتزنر الشابة
- كوري ستول بدور بين داي
- تاي شيريدان بدور بين داي الشاب
- شاين بريدجرز بدور رنر داي
- دريا دي ماتو بدور كريسي كيتس
- أدي ميلر بدور كريسي كيتس الصغيرة
- شانون كوك بدور تراي تيبانو الشاب
- دان هيويت أوينز بدور روبرت

## وصلات خارجية
- مقالات تستعمل روابط فنية بلا صلة مع ويكي بيانات

.

لا توجد روابط لمواقع التواصل الاجتماعي.